# Роелоф Вундеринк
Роелоф Вундеринк (на нидерландски: Roelof Wunderink) е бивш пилот от Формула 1, роден в Айндховен, Нидерландия на 12 декември 1948 година.

## Формула 1
Роелоф Вундеринк прави своя дебют във Формула 1 в Голямата награда на Испания през 1975 година. В световния шампионат записва 6 състезания като не успява да спечели точки. Състезава се за отбора на Инсайн.